# Duponchelia fovealis
Duponchelia fovealis és una espècie d'arna de la família dels cràmbids descrita per Philipp Christoph Zeller l'any 1847. És endèmic de l'àrea que envolta el Mar Mediterrani, i les Illes Canàries, però s'ha estès el seu abast a altres parts de l'Àfrica, d'Europa, de l'Orient Mitjà i d'Amèrica del Nord.

## Descripció

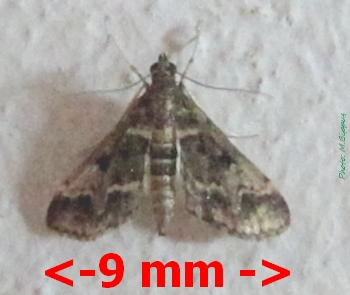

L'envergadura d'un exemplar adult és d'aproximadament 20 mm. Les arnes volen de maig a juny, depenent de la ubicació.
Les larves s'alimenten de diverses plantes. Els seus amfitrions inclouen una àmplia gamma de plantes herbàcies majoritàriament ornamentals i collites del camp, com ara Anemone, Anthurium, Begonia, Ciclamen, Eufòrbia, Gerbera, Kalanchoe, Limònium, Rosa, certes plantes aquàtiques, blat de moro, cogombres, pebres, magrana, tomàquets, i certes herbes.

## Plaga invasiva als Estats Units
La primera aparició de Duponchelia fovealis dins Amèrica del Nord va ser a Califòrnia, on les larves vives van ser detectades en un enviament de begònies a Home Depot a la ciutat de Concord al Comtat de Contra Costa de la ciutat de San Marcos dins del Comtat de San Diego (CDFA, NAPIS, 2005). En la primavera de 2005, aquesta espècie va ser descoberta en tres hivernacles del sud d'Ontario, al Canadà. Al juliol de 2010, quatre arnes mascles van ser recollides en una trampa de feromona al Comtat de San Diego, a Califòrnia. No se sap actualment si hi ha una població establerta en aquest país.
L'1 de novembre de 2010, l'USDA-AHIS va anunciar que aquesta arna era present en, com a mínim, 13 estats dels Estats Units d'Amèrica.